# Horst Hoof
Horst Hoof (* 10. März 1978 in Grünstadt, Rheinland-Pfalz als Horst Ackermann) ist ein deutscher Hörfunkmoderator. Er moderiert seit dem 4. September 2017 die Morgensendung auf NDR 1 Welle Nord.

## Karriere
Nach Abitur und Zivildienst absolvierte Hoof ein Praktikum bei delta radio in Kiel und schloss ein Volontariat an. Es folgte eine Beschäftigung bei 94,3 rs2 in Berlin, wo er unter dem Namen Horst „Frosti“ Ackermann moderierte.

### Radio Hamburg
Ab Januar 2007 war er Co-Moderator in der Morgensendung von Radio Hamburg, John Ment und seine Machwacher – Vier für Hamburg, in der er unter anderem für das Vortragen der Verkehrsmeldungen zuständig war. Vertretungsweise übernahm Hoof aber auch die Hauptmoderation der Sendung. Er moderierte nur unter Nennung seines Vornamens.
In den Jahren 2007 bis einschließlich 2014 war Horst Hoof einer der Moderatoren des Radio Hamburg Oster-Mega-Hit-Marathons, ab 2010 alleine mit Birgit Hahn.
Am Freitag, 11. Dezember 2015, moderierte Hoof seine letzte Sendung bei Radio Hamburg.

### Hitradio FFH
Vom 4. Januar 2016 an moderierte er zusammen mit Evren Gezer die FFH-Morningshow – mit Evren und dem Horst bei Hit Radio FFH.
Er übernahm die Sendung von Daniel Fischer, der sie 15 Jahre lang moderiert hatte und zu hr3 wechselte. Bereits nach wenigen Monaten entschloss sich Fischer zu einer Rückkehr zu FFH und moderierte dort zunächst die Nachmittagssendung. Ohne Vorankündigung übernahm Daniel Fischer zusammen mit seinem alten Sidekick Julia Nestle die Morningshow am Dienstag, 2. Mai 2017. Am 28. April moderierten Hoof und Gezer ihre letzte gemeinsame Sendung.
FFH-Programmchef Hans-Dieter Hillmoth wurde für die Entscheidung der Absetzung von Hoof aus der Morningshow von dessen Fans stark kritisiert. Zahlreiche Fans von Hoof gaben auf Facebook an, FFH in Zukunft zu boykottieren.
Hoof legte zunächst eine vierwöchige Pause ein. Am Ende dieser Zeit gab er bekannt, nicht weiter bei FFH moderieren zu wollen.

### NDR 1 Welle Nord
Am 30. August 2017 gab Hoof bekannt, in Zukunft die Morgensendung Guten Morgen Schleswig-Holstein bei NDR 1 Welle Nord, dem Landesprogramm des NDR für Schleswig-Holstein, zu moderieren. Er übernahm die Sendung von Jan Bastick, der die Sendung fünf Jahre lang moderiert hatte. Sidekick Mandy Schmidt, die im Januar 2017 zu NDR 1 Welle Nord gewechselt war, blieb in der Sendung. Am Montag, 4. September, moderierte Hoof seine erste Sendung.

## Horstigramme
Hoof komponierte bereits bei Radio Hamburg in unregelmäßigen Abständen sogenannte „Horstigramme“, in denen er auf satirische Weise zu aktuellen Anlässen Stellung bezieht. Diese Horstigramme werden meist von ihm selbst an der Gitarre begleitet. Bei Hit Radio FFH sind die „Horstigramme“ erhalten geblieben, werden allerdings nicht mehr unter diesem Namen geführt.

## Kritik wegen HSV-Satire
Als der HSV im Jahr 2012 akut vom Abstieg in die 2. Fußball-Bundesliga bedroht war, schrieb Hoof die Stadion-Hymne Hamburg meine Perle in eine Spottversion um. Darin geht er davon aus, dass der HSV tatsächlich abgestiegen ist, und äußert sich zugleich negativ über andere dort spielende Vereine.
Eine Textzeile lautet: „Wenn du aus Aue kommst, sind deine Eltern wohl Geschwister. Wenn du aus Dresden kommst, verstehen wir kein Wort von deinem Lied.“
Sowohl die genannten Vereine als auch die Fans des HSV kritisierten Hoof stark. Eine Facebook-Gruppe, die zum Boykott des Senders aufrief, konnte zeitweise bis zu 3000 Unterstützer finden. Hier und in anderen sozialen Netzwerken wurde Hoof in Kommentaren beschimpft und teils bedroht.
Infolgedessen wurde dem Moderator Personenschutz zur Seite gestellt. Die umgedichtete Hymne spielte der Sender allerdings weiterhin, man lasse sich von einigen Fanatikern nicht das Programm bestimmen, hieß es in einer Mitteilung. Allein die Textzeile über den Verein Erzgebirge Aue wurde geändert zu „Wenn du aus Aue kommst, geh doch im Erzgebirge wandern.“
Weitere Kritik kam zudem vom ursprünglichen Komponisten des Liedes Hamburg meine Perle, dem Musiker Lotto King Karl. Er sei der Urheber und es sei von ihm keine Genehmigung zur Verwendung des Liedes eingeholt worden. Schadensersatzforderungen wurden nicht durchgesetzt.

## Privates
Hoof wuchs in Asselheim bei Grünstadt auf und leistete in Hamburg seinen Zivildienst. Seit 2007 ist er mit Inke Hoof verheiratet, mit der er in Kiel lebt und einen Hund namens Mo hat.

## Auszeichnungen
- 2005 German Radio Award in der Kategorie Beste Comedy,
- 2013 Deutscher Radiopreis in der Kategorie Beste Morgensendung, zusammen mit John Ment.[7]
- 2014 Deutscher Comedypreis in der Kategorie Beste Sketch-Comedy, als Mitglied des Ensembles von Krude TV.
- 2016 Nominierung für den Deutschen Radiopreis in der Kategorie Beste Morgensendung, zusammen mit Evren Gezer.[8]

## Sonstiges
Hoof kommentierte die Verleihung des Deutschen Radiopreises 2015 zusammen mit Elke Wiswedel (NDR 2). Auch die Verleihung des Deutschen Radiopreises am 6. Oktober 2016 hat er zusammen mit Elke Wiswedel kommentiert.
Hoof spielt seit Juli 2013 in der Comedy-Serie Krude TV mit, die in unregelmäßigen Abständen im NDR Fernsehen ausgestrahlt wird.